# Ecologische modernisering
Ecologische modernisering is een milieusociologische benadering met een groot vertrouwen in de mogelijkheid om met technologische middelen en marktmechanismen de milieuproblemen te boven te komen.

## Begrip
Ecologische modernisering is een milieusociologische benadering. Het perspectief erkent dat de milieuvernietiging een ontwerpfout van de moderniteit is, maar gaat ervan uit dat deze fout door middel van verdergaande modernisering kan worden hersteld. Het is een analytische en strategische aanpak van milieuproblemen door de staat in samenwerking met de markt. De kern van het denken in termen van ecologische modernisering is dat door continue technologische vooruitgang milieuproblemen opgelost kunnen worden. Industriële innovatie, aangemoedigd door de markteconomie en gefaciliteerd door de staat maken milieubehoud mogelijk. Energie-efficiënte, materiaal-efficiëntie, eco-design en recycling zorgen ervoor dat wij zonder schadelijke milieugevolgen kunnen blijven leven zoals we nu doen. Cradle to Cradle is ook op deze theorie gebaseerd.

## Rol van bedrijven, overheid en burgers

### Bedrijven
Bij ecologische modernisering worden bedrijven medeverantwoordelijk voor het oplossen van milieuproblemen. Zo kunnen zij hun milieubelasting reduceren door incrementele verbeteringen of radicale innovaties. Dit kan door efficiënter gebruik van materialen, energie, transport, ruimte of beter kijken naar risico's van processen, producten of materialen. Het verschuiven van ‘end-of-pipe’ technieken naar ecologische innovaties van producten en processen is integraal onderdeel van ecologische modernisering

### Overheid
Zowel de overheid als het bedrijfsleven hebben een grote rol binnen ecologische modernisering. Volgens Jänicke (2008) kan de overheid door middel van intelligente milieuregelgeving innovatie binnen het bedrijfsleven stimuleren. Door het invoeren van nieuwe regelgeving kunnen nieuwe markten gecreëerd worden of bestaande markten ondersteund. Door moderne regelgeving kan een land internationaal trendsetter worden waardoor bedrijven die daarop geanticipeerd hebben een marktvoordeel krijgen. Regelgeving kan zorgen voor een gelijkwaardig speelveld; alle deelnemers moeten namelijk voldoen aan dezelfde regels. Spaargaren (2000) stelt dat de overheid mensen kan sturen in de richting van duurzame consumptie door de inrichting van de samenleving te veranderen. Ten slotte kan de overheid vervuilende producten verbieden of duurzame producten juist stimuleren waardoor bedrijven zich geen zorgen hoeven te maken over of er wel vraag naar hun product zal zijn.

### Burgers
Binnen ecologische modernisering hebben burgers alleen de rol van consument.

## Geschiedenis

### Ontstaan
Het begrip is ontstaan in de jaren 80 in Duitsland. Een groep denkers, onder wie Joseph Huber, Martin Jänicke en Udo E. Simonis, hebben het begrip bedacht toen zij werkzaam waren bij de Vrije Universiteit en het Social Science Research Centre in Berlijn. Belangrijke Nederlandse denkers over ecologische modernisering zijn Arthur P.J. Mol en Gert Spaargaren, beide werkzaam aan de Universiteit Wageningen.
Het begrip is sterk gerelateerd aan de volgende denkbeelden
- duurzame ontwikkeling.
- Industriële ecologie

### Nederland
In vele landen waaronder Nederland heeft ecologische modernisering een grote invloed (gehad) op het milieubeleid. Met het aantreden van Pieter Winsemius als Minister van Volkshuisvesting, Ruimtelijke Ordening en Milieubeheer ten tijde van het Kabinet-Lubbers I werd ecologische modernisering het centrale paradigma achter het milieubeleid. De overheid moest terugtreden en de markt haar werk laten doen. Dat ecologische modernisering flink veel invloed heeft gehad is terug te zien in titels van publicaties van bijvoorbeeld de Raad voor het Milieu– en Natuuronderzoek (Ruimte voor Ecologische Modernisering: meerjarenvisie 1996) en een publicatie van de Wiardi Beckman Stichting van de PvdA over Ecologische Modernisering uit 1993.

## Voor- en nadelen Ecologische Modernisering
Ecologische modernisering heeft enkele voordelen:
- Het gebruikt het marktmechanisme van continue innovatie om de milieukwaliteit te verbeteren
- Het is een positief mechanisme
- Sluit goed aan bij het huidige liberale kapitalisme

Hoewel ecologische modernisering grote beloften heeft, heeft ecologische modernisering ook nadelen:
- Ecologische modernisering is geen oplossing voor acute milieuproblemen.
- Ecologische modernisering is geen oplossing voor milieuproblemen waar (nog) geen markt voor is zoals erosie, verlies van biodiversiteit en permanente opslag van kernafval.
- Ecologische modernisering vermindert de continue consumptie niet. De theorie stimuleert het besef van grenzen aan productie en consumptie niet, omdat ervan uit wordt gegaan dat er oplossingen zijn voor de problemen die zij met zich meebrengen.
- Ecologische modernisering is vooral een technologische oplossing. Aan het gedrag van mensen zal het weinig aandacht besteden. Het is de vraag of technologische oplossingen volstaan om de milieuproblemen op te lossen.
- De aanname dat de milieuproblemen door middel van beperkte wijzigingen binnen de huidige instituties kan worden opgelost is discutabel, wellicht zijn verdergaande wijzigingen nodig.